# Wagon Mound
Wagon Mound is een plaats (village) in de Amerikaanse staat New Mexico, en valt bestuurlijk gezien onder Mora County.

## Demografie
Bij de volkstelling in 2000 werd het aantal inwoners vastgesteld op 369.
In 2006 is het aantal inwoners door het United States Census Bureau geschat op 353, een daling van 16 (-4,3%).

## Geografie
Volgens het United States Census Bureau beslaat de plaats een oppervlakte van
2,6 km², geheel bestaande uit land. Wagon Mound ligt op ongeveer 1911 m boven zeeniveau.

## Plaatsen in de nabije omgeving
De onderstaande figuur toont nabijgelegen plaatsen in een straal van 64 km rond Wagon Mound.